# Max Kilman
Maximilian William Kilman (sinh ngày 23 tháng 5 năm 1997) là một cầu thủ bóng đá chuyên nghiệp người Anh chơi ở vị trí hậu vệ cho câu lạc bộ West Ham United tại Premier League.

## Những năm đầu đời
Kilman Sinh ra ở Chelsea, Greater London, có bố mẹ đều là người Ukraina. Bố của Kilman tới từ Odesa, Ukraina, còn mẹ anh là Kyiv, Ukraina. Ngoài tiếng Anh, Kilman còn có thể nói được cả tiếng Nga.

## Sự nghiệp câu lạc bộ

### Bước đầu sự nghiệp
Kilman bắt đầu sự nghiệp cầu thủ ở học viện của câu lạc bộ Fulham. Khi là một cậu thiếu niên, Kilman gia nhập câu lạc bộ futsal Genesis nhưng vẫn tiếp tục chơi bóng đá sân 11. Kilman sau đó gia nhập học viện của Gillingham trước khi kí hợp đồng với câu lạc bộ Maidenhead United vào năm 2015. Kilman sau đó được đem cho mượn tới một câu lạc bộ chơi ở Southern Football League có tên là Marlow mùa 2016-17.
Kilman trở lại sau một mùa được đem đi cho mượn và chơi trận debut cho Maidenhead trong ngày mở màn mùa giải đối đầu với Maidstone United. Trong khi vẫn tiếp tục với sự nghiệp futsal, Kilman chuyển tới thi đấu cho Helvécia. Kilman có thêm 39 lần ra sân cho Maidenhead, trước khi chuyển tới chơi cho Wolverhampton Wanderers với một mức phí không được tiết lộ trong ngày cuối cùng của thị trường chuyển nhượng hè 2018.

### Wolverhampton Wanderers
Kilman dành mùa giải đầu tiên ở Wolves chơi cho đội trẻ, và cùng họ giành quyền thăng hạng lên chơi tại Premier League 2. Tháng 4 năm 2019, huấn luyện viên Nuno Espírito Santo phát biểu rằng: "'Max đã hoà nhập 100% cùng với đội một... tôi thấy cậu ấy là một cầu thủ rất giỏi, một trung vệ chất lượng. Cậu ấy cao to, xông xáo. Câu ấy cũng phải cần thời gian để phát triển như bao cầu thủ trẻ khác, nhưng chúng tôi thực sự, thực sự hài lòng với Max."
Kilman lần đầu có tên trong danh sách đăng kí của đội một vào tháng 12 năm 2018, anh ngồi dự bị 5 trận liên tiếp trước khi có lần đầu tiên chơi ở đội một vào ngày 4 tháng 5 năm 2019, khi Kilman được thay vào ở phút cuối cùng trong chiến thắng 1-0 của Wolves trước Fulham trong khuôn khổ Ngoại hạng Anh. Với việc có lần đầu ra sân cho Wolves, Kilman là cầu thủ đầu tiên có bước nhảy vọt từ giải bán chuyên lên Ngoại hạng Anh, và không có lần nào bị đem đi cho mượn xen giữa, kể từ khi Chris Smalling chuyển từ Maidstone United đến Fulham năm 2008. Kilman có trận debut đầy đủ trong màu áo Wolves ở chiến thắng 4-0 trước FC Pyunik trong khuôn khổ lượt về vòng loại thứ ba 2019–20 UEFA Europa League, vào ngày 15 tháng 8 năm 2019.
Ngày 25 tháng 9 năm 2019, Kilman có lần đầu tiên ra sân ở EFL Cup, anh chơi đủ 90 phút trong trận hoà 1-1 trước Reading ở vòng ba, Wolves sau đó tiến vào vòng bốn nhờ chiến thắng 4-2 trong loạt luân lưu. Ngày 24 tháng 10 năm 2019, Kilman có lần đầu ra sân trong khuôn khổ vòng bảng Europa League 2019-20, anh chơi đủ 90 phút trong chiến thắng 2-1 của Wolves trước Slovan Bratislava. Kilman có trận debut ở giải Ngoại hạng Anh trong trận hoà 1-1 của Wolves trước Sheffield United ngày 1 tháng 12 năm 2019.
Ngày 21 tháng 4 năm 2020, tờ báo Express & Star đưa ra thông báo rằng Wolves đã gia hạn hợp đồng với Kilman cho đến mùa hè năm 2022.
Kilman có lần đầu tiên xuất phát ở hai trận đấu trong khuôn khổ Ngoại hạng Anh liên tiếp khi Wolves đối đầu với Leeds United ngày 19 tháng 10 năm 2020, và đánh dấu thành tích đó bằng đường kiến tạo cho Raúl Jiménez ghi bàn thắng duy nhất của trận đấu, đó cũng là đường kiến tạo đầu tiên của Kilman trong màu áo Wolves. Kilman được đề cử là cầu thủ xuất sắc nhất trận bởi cả BBC Sport và Sky Sports.
Ngày 21 tháng 10 năm 2020, hai ngày sau màn trình diễn ấn tượng của Kilman, Wolves đưa ra thông báo đã thành công gia hạn hợp đồng với Kilman đến mùa hè năm 2025.

## Sự nghiệp quốc tế
Năm 18 tuổi, Kilman có trận debut cho đội tuyển Futsal Anh, sau đó Kilman cũng tích luỹ thêm cho mình 25 lần ra sân cho đội tuyển futsal Anh trước khi sự nghiệp futsal của Kilman bị gián đoạn kể từ khi anh kí hợp đồng với Wolves vào tháng 8 năm 2018. Ngoài ra, Kilman cũng có thể chơi cho đội tuyển quốc gia Ukraina bởi vì anh có bố mẹ là người nước này.
Tháng 3 năm 2021, huấn luyện viên của đội tuyển Ukraina, Andriy Shevchenko thông báo rằng ông đã chính thức hỏi FIFA về việc cho Kilman chuyển sang thi đấu cho tuyển Ukraina, ông cũng hỏi FIFA về việc liệu những lần ra sân của Kilman cho đội tuyển futsal Anh có ảnh hưởng đến việc chuyển đổi hay không. Ngày 7 tháng 4 năm 2021, FIFA từ chối đơn đăng ký và xác nhận rằng những lần ra sân của Kilman cho đội tuyển futsal Anh đã buộc anh này chỉ được chơi bóng cho tuyển Anh.